# Benbecula

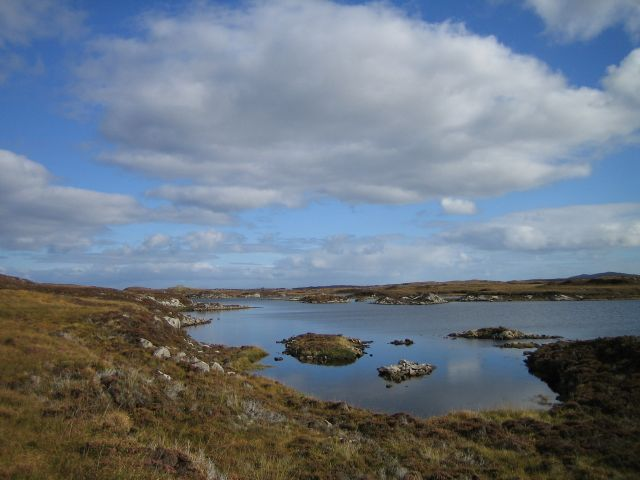
Benbecula: il Loch Shiurabhagh

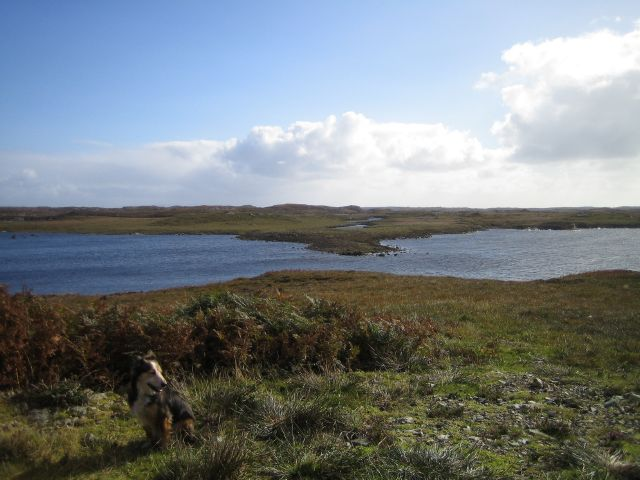
Benbecula: il Loch Theirmeadail

Benbecula (in gaelico scozzese: Beinn na Faoghla; 82,3 km², 1.200 ab. circa) è un'isola sull'Oceano Atlantico della Scozia nord-occidentale, facente parte dell'arcipelago delle Ebridi Esterne.
Centro principale dell'isola è Balivanich.
L'isola è dotata di aeroporto e ospita una base della RAF.

## Etimologia
Il toponimo gaelico Beinn na Faoghla significa letteralmente "montagne dei guadi".

## Geografia

### Collocazione
Benbecula si trova tra le isole di North Uist e South Uist, ad ovest dell'isola di Skye (da cui è separata dal Little Minch).

## Storia
Dell'isola si hanno notizie sin dal VI secolo, quando vi fu fondato un monastero.

## Edifici e luoghi d'interesse
- Rovine del Borve Castle[1]

|  |

## Trasporti
Benbecula è collegata da alcuni ponti alle isole di South Uist e North Uist.